# Gazella atlantica
Gazella atlantica (газель атлантична) є вимерлим видом газелей, який мешкав у Північно-Західній Африці під час пізнього плейстоцену.

## Таксономія
Атлантична газель була описана в 1870 році з пізніх четвертинних печерних відкладень у Джебель-Тайя в Алжирі. Скам'янілості відносно поширені в Алжирі та Марокко. Атлантична газель тісно пов'язана з Gazella tingitana, іншою вимерлою газеллю з пізнього плейстоцену Північної Африки.

## Опис
Атлантична газель була невеликим видом, вагою приблизно 20 кг. За розміром вона була б приблизно порівнянна з газеллю Спіка, яка зазвичай вважається найменшою з живих газелей.

## Палеоекологія
Скам'янілості атлантичної газелі були знайдені разом із гну (Connochaetes taurinus і Alcelaphus buselaphus), що свідчить про перевагу середовищ існування для відкритих лук. В опублікованій статті антрополог Річард Г. Кляйн припустив, що атлантична газель, можливо, існувала в голоцені ще 4000 років до нашої ери (разом з Camelus thomasi і Megaceroides). Однак ці твердження не можуть бути підтверджені, і найпізніші скам’янілості цього виду датуються між 100 та 37 тисячами років тому.